# Little Clifton
Little Clifton – wieś i civil parish w Anglii, w Kumbrii, w dystrykcie (unitary authority) Cumberland. W 2001 miejscowość liczyła 391 mieszkańców.